# Cethosia tonkingiana
Cethosia tonkingiana är en fjärilsart som beskrevs av Hans Ferdinand Emil Julius Stichel 1907. Cethosia tonkingiana ingår i släktet Cethosia och familjen praktfjärilar. Inga underarter finns listade i Catalogue of Life.